# 1983 en Nouvelle-Calédonie
- 1960
- 1970
- années 1980
  - 1980
  - 1981
  - 1982
  - 1983
  - 1984
  - 1985
  - 1986
  - 1987
  - 1988
  - 1989
- 1990
- 2000
- 2010
- 2020

Cet article présente les faits marquants de l'année 1983 en Nouvelle-Calédonie.

## Événements
- 8-12 juillet : Table ronde de Nainville-les-Roches entre le Front indépendantiste, emmené par Jean-Marie Tjibaou, le RPCR anti-indépendantiste de Jacques Lafleur et le gouvernement français représenté par le secrétaire d'État à l'Outre-mer Georges Lemoine. Ce dernier reconnaît aux Kanaks leur « droit inné et actif à l'indépendance ».